# Песчанский сельский совет (Новомосковский район)
Песчанский сельский совет (укр. Піщанська сільська рада) — входит в состав Новомосковского района Днепропетровской области Украины.
Административный центр сельского совета находится в с. Песчанка.

## Населённые пункты совета
- с. Песчанка
- с. Новосёловка
- с. Соколово
- с. Ягодное